# گامودا
گامودا (انگلیسی: Gamuda) شرکت ساخت‌وساز مالزیایی است، که در سال ۱۹۷۶ تأسیس شد.